# مهار اندازی
مهار اندازی به هر گونه ساختار پایدار گفته می‌شود که برای ثابت نگه داشتن کشتی استفاده می‌شود. نمونه‌های آن اسکله، بلنداسکله، کوتاه‌اسکله، و بویههای مهار اندازی هستند. یک لنگر مهار اندازی، موقعیت کشتی را نسبت به نقطه‌ای در پایین راه آبی بدون وصل کردن آن به ساحل، ثابت نگه می‌دارد. به صورت «فعل» مهار اندازی به معنی کاری است که کشتی را به تیرک مهار وصل می‌کند.

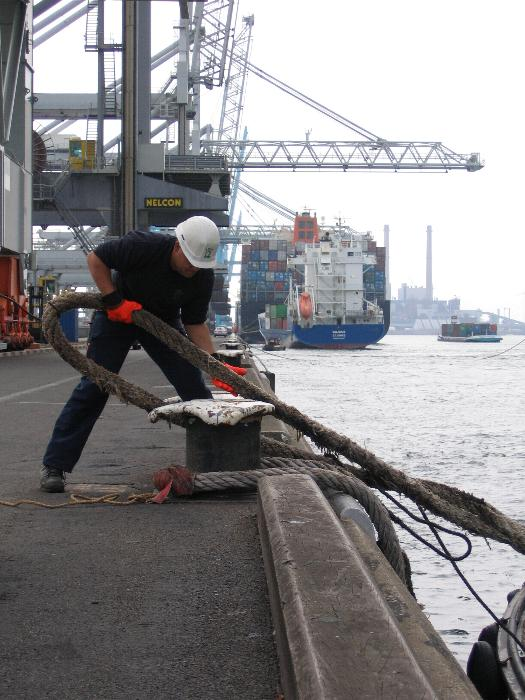
انداختن خط مهار به دور تیرک مهار

## ریشه واژه
واژه Mooring با ریشه Meren به معنی «مهار انداختن» از زبان هلندی آمده و از سده ۱۵ (میلادی) در زبان انگلیسی استفاده می‌شود.

## مهار اندازی لنگر پایدار
از این روش مهار اندازی به جای لنگر موقت استفاده می‌شود. زیرا توان نگهدارندگی بسیار بیشتری دارند، آسیب کمتری به محیط دریا می‌زنند و کار با آن‌ها آسان‌تر است. هنگامی که یک دسته مهار در کنار یکدیگر قرار داشته باشند به آن‌ها «ردیف» Tier می‌گویند. همچنین در موارد کمی، از آن‌ها برای نگهداشتن باراندازهای بویه در جای خود استفاده می‌شود. چندین گونه مهار انداز وجود دارد:

### مهار چرخشی
مهار بویه یا مهار تک-نقطه‌ای ساده‌ترین و پر استفاده‌ترین گونه مهار است. مهار چرخشی شامل یک لنگر در کف راه آبی و یک ریسمان (طناب، کابل دریایی، یا زنجیر) است که به بویه‌ای بر روی آب وصل است. بویه به کشتی اجازه می‌دهد تا ریسمان را پیدا کند و خود را به لنگر زیر آب وصل کند. علت نامگذاری این نوع مهار به «مهار چرخشی» این است که کشتی پس از وصل شدن به این مهار، به شکل دایره به دور آن می‌چرخد. این جهت چرخش بستگی به جهت باد یا کشند آب دارد.
مهار اندازی، بیشتر با استفاده از طناب‌های کُلُفتی انجام می‌شود که «خط مهار انداز» یا «هوسر» نامیده می‌شوند. خط‌های مهار انداز می‌توانند به گیره‌های عرشه کشتی در یک سو و گیره‌هایی مانند تیرک، حلقه، و گیره در ساحل وصل شوند.

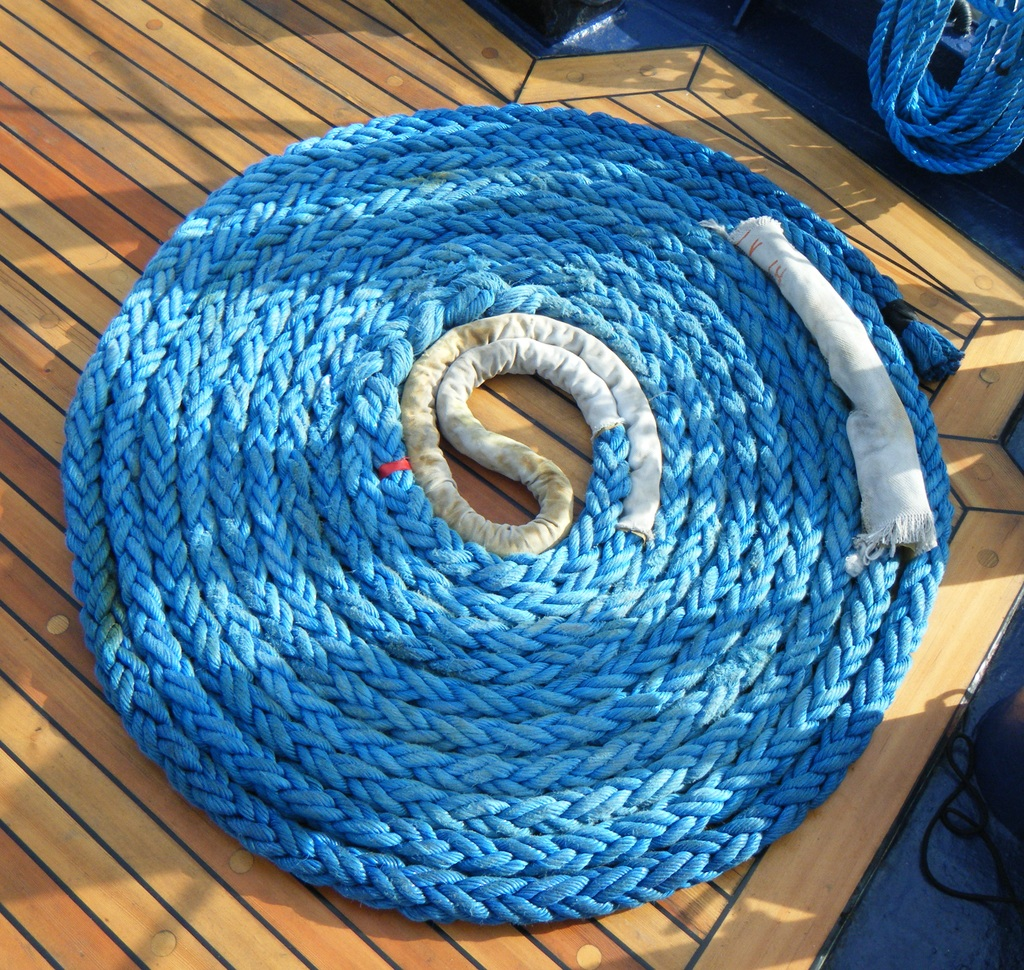
خط مهار اندازی کشتی فردریک چاپین

برای یک قایق کوچک (مانند یات بادبانی ۶/۷ متری) ممکن است مهار چرخشی، وزنه سنگینی در بستر دریا باشد. قطر زنجیر متصل به وزنه، ۱۲ یا ۱۴ میلی‌متر و طناب مهار آن از نایلون با قطر ۲۰ میلی‌متر و بیشتر، کابل فولاد ضدزنگ، یا سیم از جنس ترکیب با قطر ۱۶ میلی‌متر است. وزنه سنگین یا همان لنگر باید یک ماده چگال باشد. چرخ واگن قطارهای قدیمی برای چنین موقعیت‌هایی استفاده می‌شوند. استفاده از چرخ قطار در دوبلین جمهوری ایرلند، معمول است. در برخی بندرگاهها (مانند دانلیری در جمهوری ایرلند) ممکن است زنجیرهای بسیار سنگین (مانند زنجیر لنگر کشتی فرسوده) در یک الگوی شبکه‌ای در بستر دریا قرار بگیرند تا از موقعیت منظم مهارها اطمینان بدست آید. طناب مهارها (به ویژه برای بویه‌های نشان‌گر و خط‌های پیوند دهنده) باید «غیر شناور» باشند تا از برخورد کف قایق به آن‌ها کاسته شود.

### مهار ستونی
مهار ستونی، ستون چوبی یا فلزی است که به کف راه آبی فرورفته و سر آن بالای سطح آب قرار دارد. کشتی‌ها خط‌های مهار خود را به دو یا چند ستون گره می‌زنند تا موقعیت خود را بین آن‌ها ثابت نگه دارند. مهارهای ستونی بیشتر در نیوزیلند استفاده می‌شوند و در دیگر جاهای جهان کمیابند.

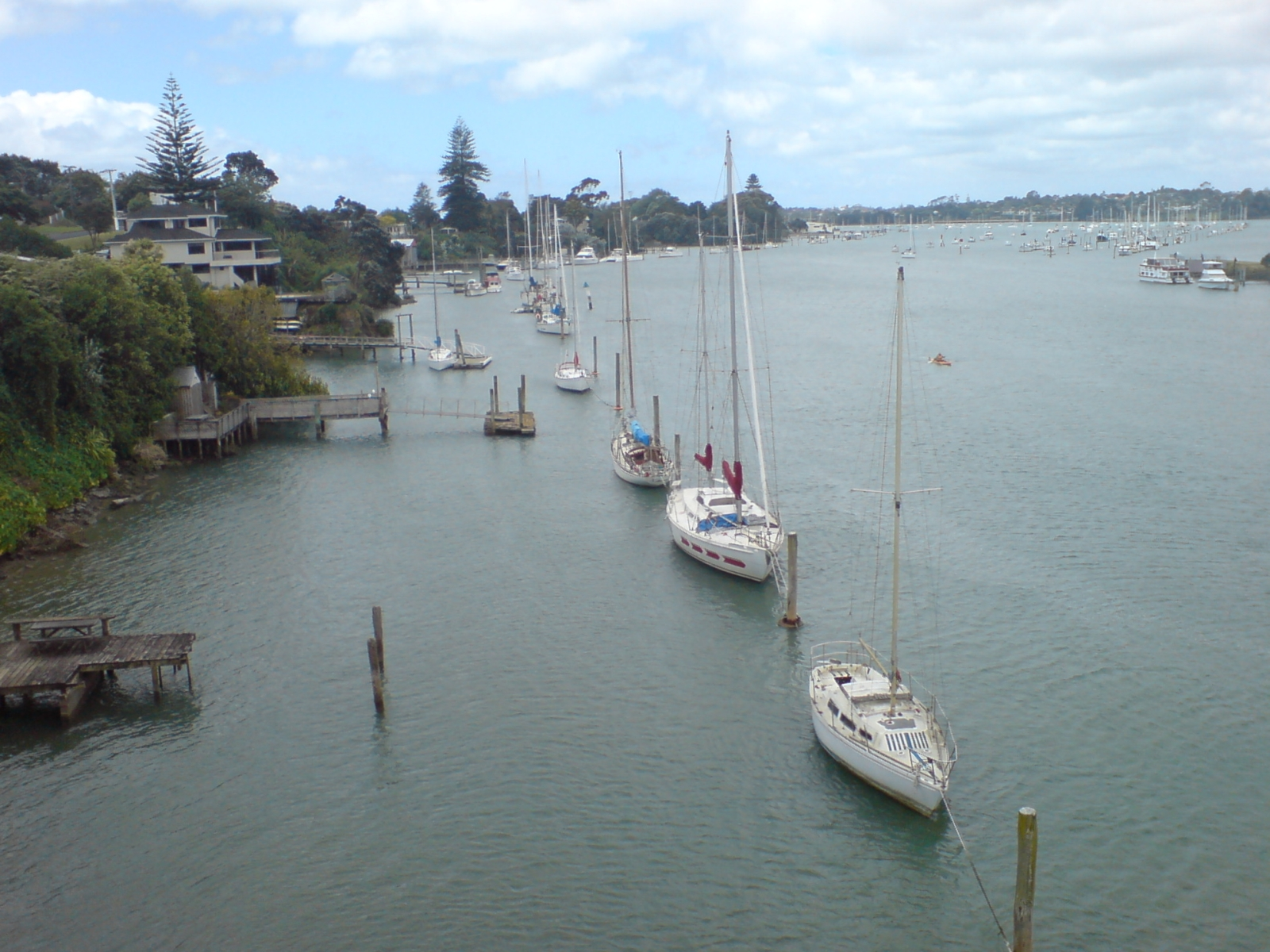
نمونه‌ای از مهار ستونی در آوکلند نیوزیلند

در حالیکه بسیاری از بویه‌های مهاری، خصوصی هستند برخی از آن‌ها برای استفاده عمومی در دسترس هستند. برای نمونه در دیواره بزرگ مرجانی در خاور استرالیا، شمار بسیاری از مهارهای عمومی در محل‌های پر رفت‌وآمد قرار دارند. این کار برای پیشگیری از آسیب گسترده‌ای است که لنگراندازی کشتی‌ها پدیدمی‌آورند.
چهار گونه اصلی لنگر پایدار برای مهار اندازی استفاده می‌شود:
وزنه‌های زیر آب که ساده‌ترین گونه لنگر هستند. این وزنه‌ها عموماً توده‌های بزرگ بتن هستند که ریسمانی به آن‌ها وصل است. این وزنه با وزن خالص خود و تااندازه کمی، جایگیری در کف آبراه از جابجایی جلوگیری می‌کند. وزنه‌های زیر آب در هنگام طوفان نیز به خوبی قایق‌ها را در جای خود نگه می‌دارند. چنین وزنه‌ای برای راه آبی که کف آن سنگلاخ است و استفاده از دیگر وزنه‌ها ممکن نیست، کاربرد دارد. مشکل این وزنه‌ها، سنگینی، بزرگی، و بَد شکلی آن‌ها است. استفاده از چرخ قطارهای فرسوده در نیوزیلند، زیاد است. زیرا این چرخ‌ها ساده و ارزان هستند.
لنگر قارچی پر استفاده‌ترین گونه لنگر است. لنگر قارچی برای بستر دریا که از مواد نرم چون گل، ماسه، یا لای پوشیده شده‌اند بسیار مناسب است. شکل آن‌ها مانند قارچ برعکس است که به راحتی می‌تواند درون گل یا لای دفن شود. برتری آن این است که نسبت توان نگهدارندگی به وزن آن در مقایسه با وزنه زیر آب می‌تواند به ۱۰ برابر هم برسد. مشکل آن هزینه بالا، عدم امکان استفاده در بستر سنگ‌ریزهای، و زمان زیاد لازم برای رسیدن به بیشینه توان نگهدارندگی آن است.
لنگر هرمی با نام دیگر «لنگر دُر-مُر» به شکل هرم برعکس است. شکل هرمی آن باعث می‌شود تا هنگامی که کشش جانبی به لنگر وارد می‌شود گوشه‌ها یا کنارهای لنگر به بستر آبراه فرورود و آن را پایدار کنند.

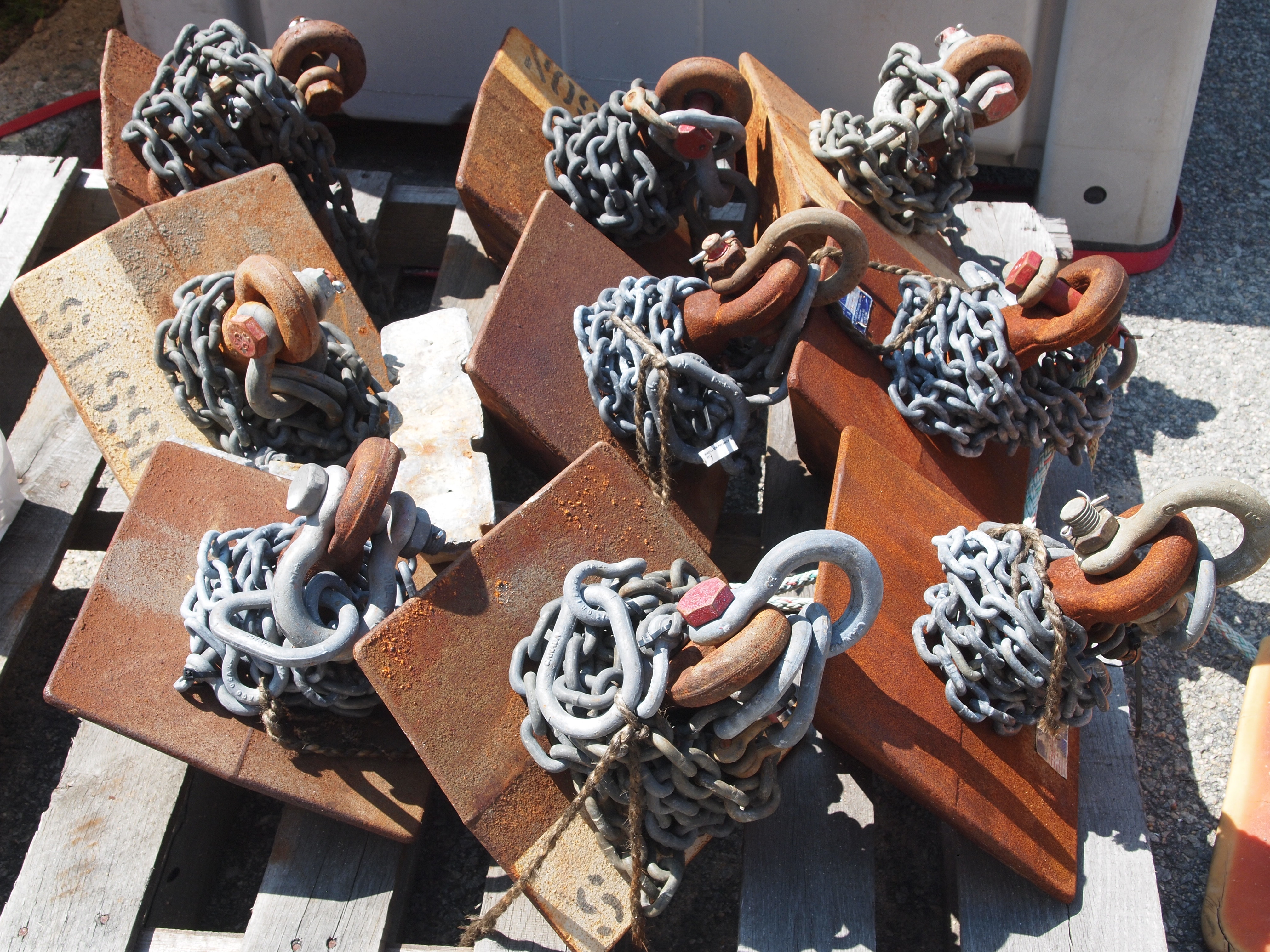
نمونه‌ای از لنگر هرمی مورد استفاده در مهار اندازی

وزنه‌های پیچ‌گوشتی مانند، گونه تازه‌ای هستند. این وزنه‌ها در کنار خود، تیغه‌های تیز مارپیچ مانندی دارند که مانند پیچ‌گوشتی در بستر آبراه فرومی‌رود. برتری این وزنه نسبت توان نگهدارندگی به وزن بالا آن و اندازه کوچک (و به دنبال آن هزینه پایین) آن است. اما این وزنه‌ها نیاز به نصب، بازرسی، نگهداری دارند.
سامانه مهار انداز چند لنگری از دو یا بیشتر از دو (معمولاً سه) لنگر موقت سَبُک استفاده می‌کنند که با نظم دو تایی، کنار یکدیگر قرار گرفته‌اند. همه این وزنه‌ها به دور یک مرکز قرار می‌گیرند که همگی، در سطح آن مرکز بر روی آب با زنجیر به یک بویه مهار اندازی وصل می‌شوند. برتری سامانه مهار انداز چند لنگری، وزن کم آن، آسانی در گسترش دادن آن، نسبت توان نگهدارندگی به وزن بالا، و امکان استفاده از لنگرهای موقت است.

## مهار اندازی به تیرک ساحلی
یک کشتی می‌تواند برای مهار اندازی، خیلی سریع از گونه‌های مختلفی از تیرک‌های ساحلی مانند یک درخت یا سنگ تا منطقه ویژه‌ای چون کوتاه‌اسکله یا اسکله استفاده کند.
مهار اندازی نیاز به همکاری بین افراد روی اسکله و کشتی دارد. خط‌های مهار اندازی سنگین از کشتی‌های بزرگ با خط‌های سنگین کوچک‌تر به سوی افراد روی مهار اندازها انداخته می‌شوند. هنگامیکه یک خط مهار اندازی به تیرک مهار وصل می‌شود سر جای خود پایدار می‌شود. کشتی‌های بزرگ، خط‌های مهار اندازی خود را با استفاده از ماشین‌های سنگین، پایدار می‌کنند که «وینچ مهار اندازی» یا «چرخ طناب» نامیده می‌شود.

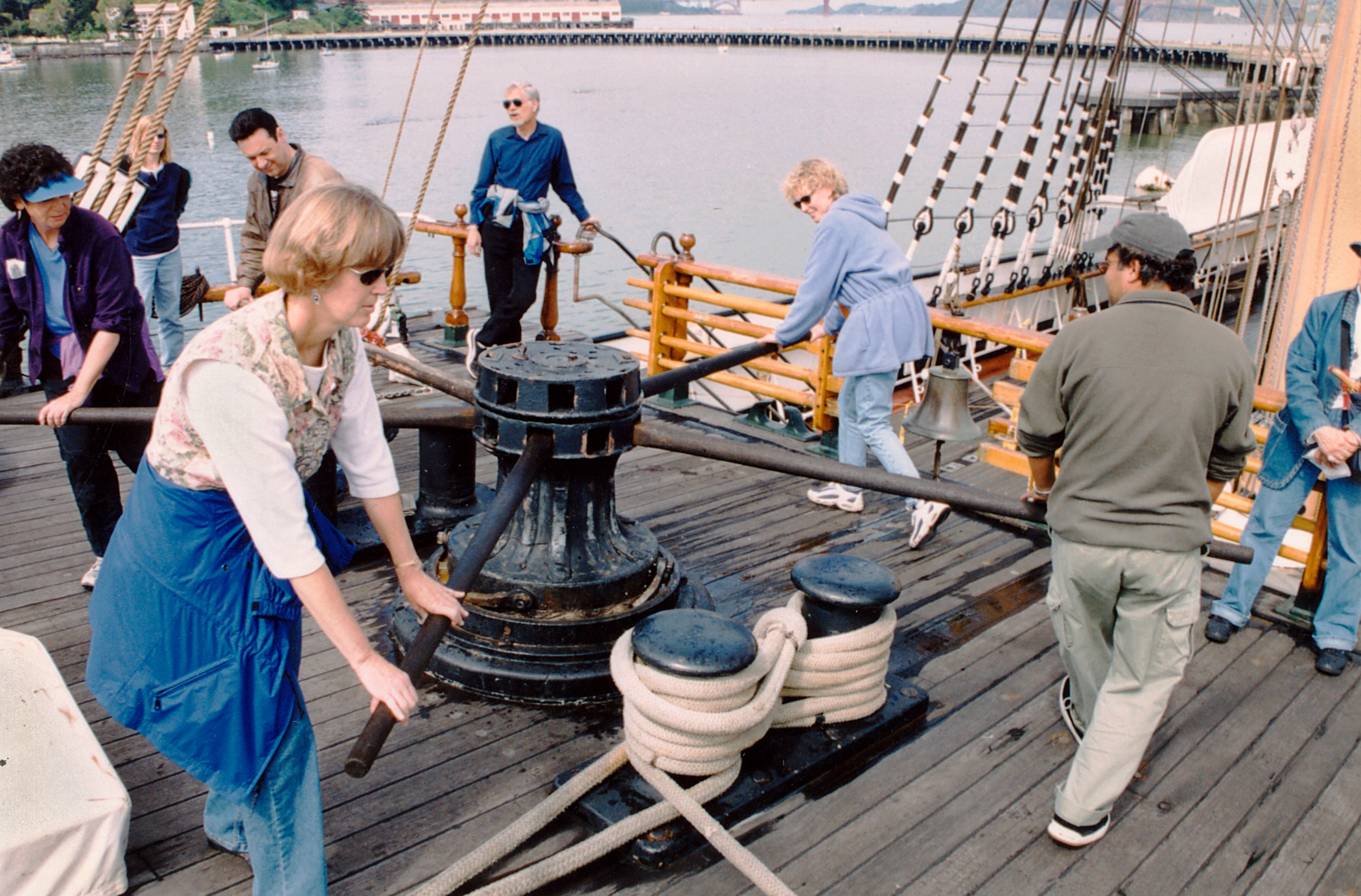
چرخ طناب

سنگین‌ترین کشتی‌های باری ممکن است به بیش از دوازه خط مهار انداز نیاز داشته باشند. کشتی‌های کوچک می‌توانند با چهار یا شش خط، مهار اندازی کنند.

### مواد بکار رفته در ساخت خط
خط‌های مهار اندازی معمولاً از طناب مانیل یا مواد ترکیبی مانند نایلون استفاده کنند. کار با نایلون بسیار آسان است و می‌تواند برای سال‌ها کار کند. اما بسیار کشسان است. این ویژگی کشسان، خوبی و بدی خود را دارد. مهم‌ترین برتری آن این است که در هنگام رویدادی چون باد شدید یا گذر کشتی از فاصله بسیار نزدیک، تنش وارده، بین نخ‌های نایلونی پخش می‌شود. اگرچه اگر تنش بسیار زیادی وارد شود ممکن است نخ نایلونی پاره شده و با جهش ناگهانی، به حاضران، آسیب مرگباری وارد کرده و باعث فاجعه شود. در خط‌های مهار اندازی که از موادی چون پلی‌اتیلن با وزن مولکولی بسیار بالا یا کولار ساخته می‌شوند کشسانی کاهش بسیاری پیدا کرده و بنابراین خیلی ایمن‌تر هستند. اگرچه چنین خط‌هایی بر روی آب شناور نمی‌شوند و بیشتر در زیر آب غرق می‌شوند. به علاوه، این خط‌ها از دیگر گونه‌ها نسبتاً گرانتر هستند.

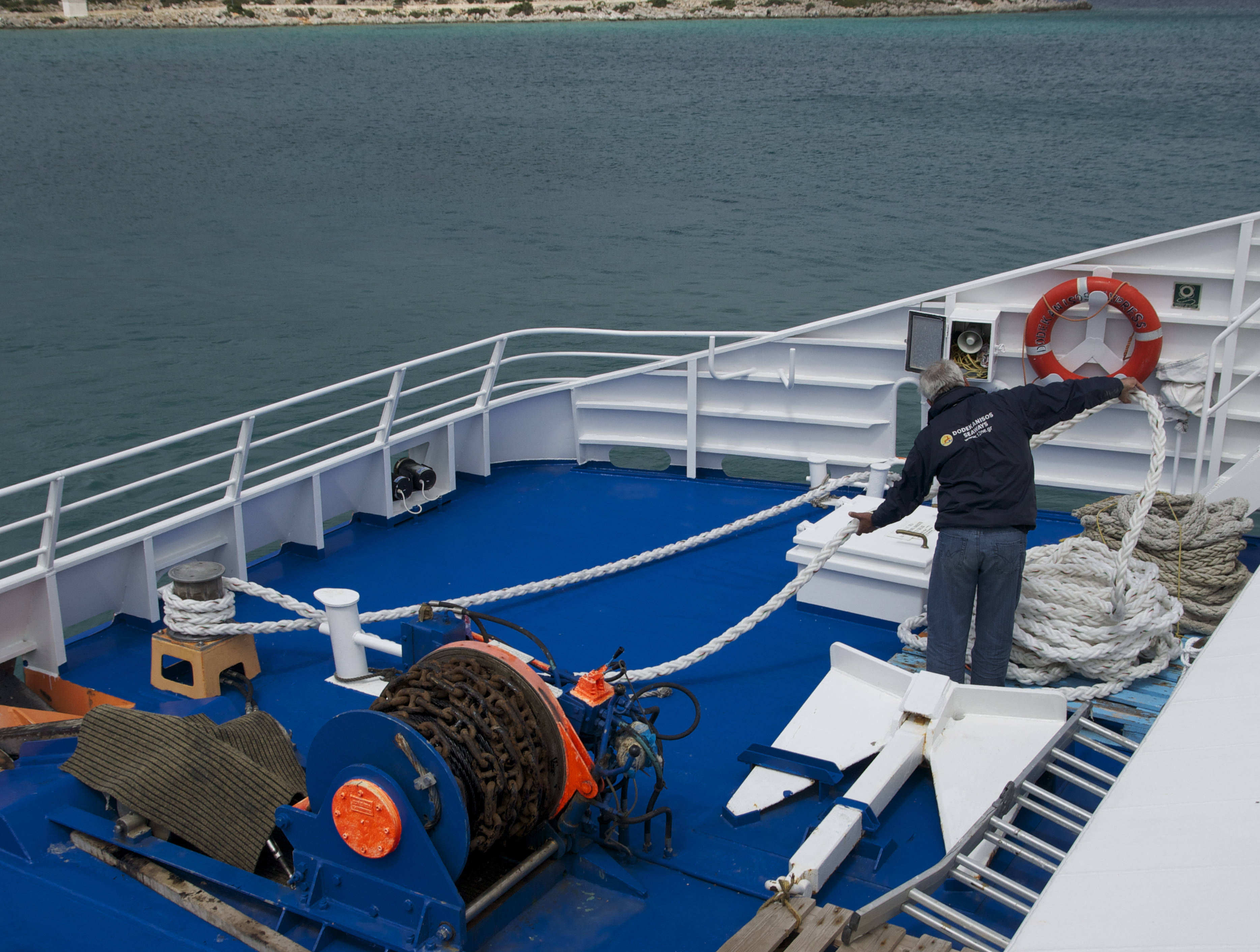
وینچ مهار اندازی

برخی کشتی‌ها از طناب فولادی برای یک یا چند خط مهار اندازی استفاده می‌کنند. بکارگیری و نگهداری طناب فولادی بسیار سخت است. همچنین ریسک ایمنی استفاده از طناب فولادی در عقب کشتی به خاطر نزدیکی به پره‌های آن بالا است.
ممکن است خط‌های مهار اندازی و هوسرها با آمیختن طناب فولادی و خط‌های ترکیبی ساخته شوند. بکارگیری چنین خط‌هایی آسان‌تر و کشسانی آن‌ها بیشتر از طناب فولادی است. اما کشسانی آن‌ها همچنان کمتر از خط ترکیبیِ خالص است.
| نگاره‌ای از مهار اندازی |                      |                                         |
| شماره                  | نام مهار             | کاربرد                                  |
| ۱                      | مهار سر کشتی         | سر کشتی را در مقابل لنگرگاه قرار می‌دهد. |
| ۲                      | مهار میانه جلوی کشتی | کشتی را نزدیک اسکله نگه می‌دارد.         |
| ۳                      | فنر جلویی            | از جلو آمدن، پیشگیری می‌کند.             |
| ۴                      | فنر پشتی             | از پس رفتن، پیشگیری می‌کند.              |
| ۵                      | مهار میانه پشت کشتی  | کشتی را نزدیک اسکله نگه می‌دارد.         |
| ۶                      | مهار پشت کشتی        | از جابجایی کشتی، پیشگیری می‌کند.         |

### مهار دو سر
مهار دو سر، گونه‌ای گیره است که بیشتر در مهار اندازی دریایی استفاده می‌شود. با چرخاندن طناب به دور یکی از سرهای مهار انداز، کشتی به سوی آن کشیده می‌شود. در گام دوم، طناب به سر دیگر مهار انداز، گره زده می‌شود. این گره می‌تواند خیلی سریع آماده شده یا آزاد شود. در شرایط آرام مانند دریاچه، یک نفر می‌تواند در چند دقیقه برای یک کشتی ۲۶۰ تنی مهار دو سر بیندازد.

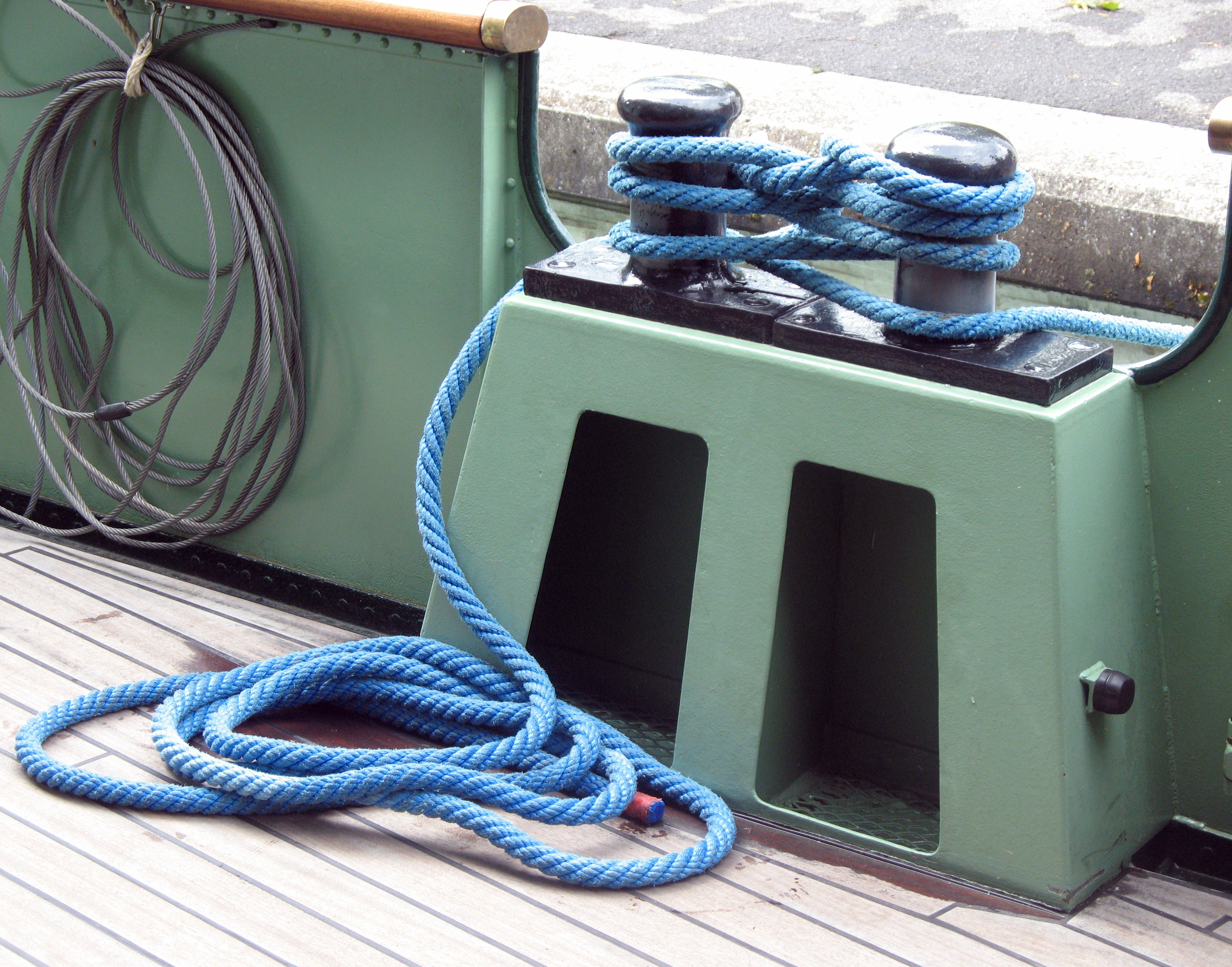
مهار دو سر

### قلاب مهار اندازی
قلاب مهار اندازی با قابلیت آزادسازی سریع، روش معمولی برای جلوگیری از چرخیدن طناب است. این روش نیاز به استفاده از کارکنان بندر برای بکارگیری طناب‌های مهار انداز سنگین را کم می‌کند؛ بنابراین ایمن‌تر است. انجمن دریایی بین‌المللی شرکت‌های نفتی استفاده از این قلاب‌ها را در پایانه‌های نفت و گاز پیشنهاد می‌کند.

### سامانه ریسمان ساده
سامانه ریسمان ساده، یک خط، کابل، یا زنجیر است که درازای آن چندین برابر بیشتر از عمق آبی است که از لنگر تا بویه مهار اندازی، جریان دارد. هرچه ریسمان طولانی‌تر باشد زاویه نیروی وارد بر لنگر کمتر و محدوده اثر آن بیشتر است. محدوده اثر کمتر به معنی نیروی فشاری افقی بیشتر است؛ بنابراین فرورفتن آن به بستر آبراه، توان نگهدارندگی آن و همچنین چرخش حلقه هر مهار انداز را افزایش و چگالی هر یک از میدان‌های مهار اندازی معین را کاهش می‌دهد. با افزودن وزن به انتهای پایینی ریسمان، مانند استفاده از زنجیرهای طولانی سنگین، زاویه نیرو بیشتر کاهش می‌یابد. متأسفانه این موضوع، بستر آبراه را در یک منطقه دایره‌مانند در اطراف لنگر می‌خراشد. می‌توان بویه‌ای را به بخش پایینی ریسمان افزود تا آن را پایین نگه دارد و از این مشکل جلوگیری کرد.

### دیگر گونه‌ها
از مهار اندازهای غیر خطی (بدون دسته) هنگامی استفاده می‌شود که وقت در اسکله کم است و از فنجان بادکش یا آهنربا استفاده می‌شود. از این روش می‌توان بین کشتی‌ها نیز استفاده نمود.

#### مهار انداز مدیترانه‌ای
در مهار انداز مدیترانه‌ای یا مهار انداز تاهیتیایی، کشتی به گروهی از لنگرهای موقتی در بیرون از اسکله وصل شده و با زاویه عمود به سوی اسکله کشیده می‌شود. سپس کشتی با دو خط به اسکله وصل می‌شود. ممکن است بسته به دلخواه، از مهار اندازهای ساده به جای لنگرهای موقت در بیرون از اسکله استفاده شود. برتری مهار انداز مدیترانه‌ای به این است که تعداد کشتی‌های بیشتری می‌توانند در اسکله‌ای با درازای مشخص پهلو بگیرند. زیرا آن‌ها با عرض خود و نه با درازای خود پهلو می‌گیرند. اشکال مهار انداز مدیترانه‌ای این است که احتمال برخورد بین کشتی‌ها افزایش می‌یابد و از آن نمی‌توان در اب‌های عمیق یا منطقه با کشندهای زیاد استفاده کرد.

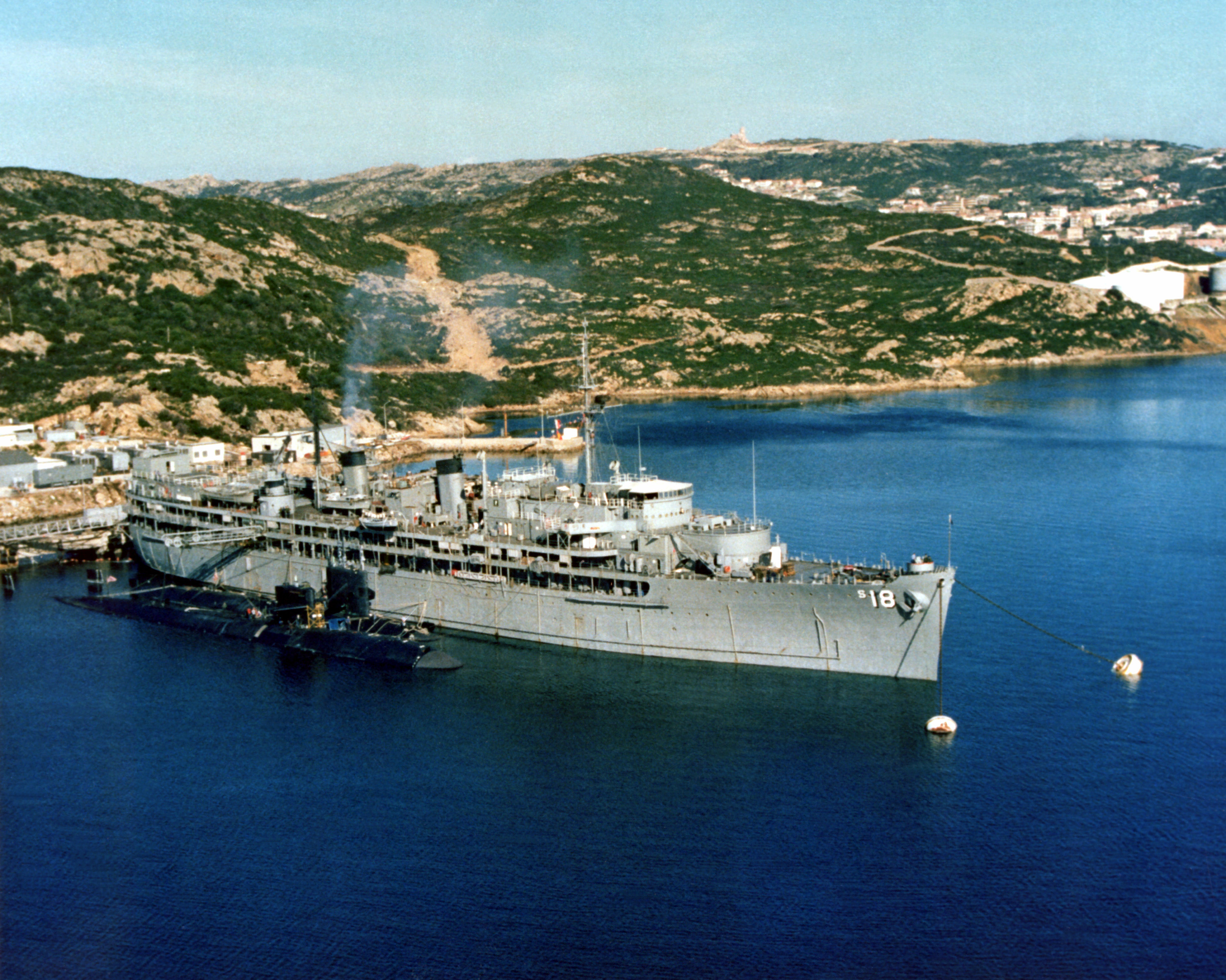
یواس‌اس اوریون (ای‌اس-۱۸) در حالت مهار مدیترانه‌ای

#### مهار انداز مسافرتی/سریع
مهار انداز مسافرتی یا مهار انداز سریع برای ثابت نگه داشتن قایق کوچک (با امکان به گل نشستن) در دریا استفاده می‌شود؛ بنابراین همواره در هنگام کشندِ بالا و پایین در قابل انجام است. ساخت مهار انداز مسافرتی شامل ۱) غرق کردن وزنه سنگین به یک توده (چرخ قرقرهای) در جایی که در هنگام جزر، دریا به‌اندازه کافی عمق داشته باشد که به آن وصل شود ۲) محکم کردن توده/چرخ قرقره‌ای به یک سنگ یا نقطه محکمی در بالای بیشینه مد و ۳) انداختن یک طناب سنگین با بویه نشانگر بین این توده‌ها، می‌شود.
مهار اندازی شامل ۱) به گل نشاندن قایق ۲) کشیدن خط تا نقطه مهار اندازی (جایی که بویه نشانگر قرار دارد) ۳) محکم کردن خط مهار اندازی به قایق ۴) بیرون کشیدن قایق و دور کردن آن از ساحل تا همواره در همه کشندها در دسترس باشد می‌شود.

#### مهار اندازی در آبراهه
مهار اندازی آبراهه برای قایق باریک (قایقی که می‌تواند از آبراهه‌های باریک در بریتانیا و سد سلولی عبور کند) در هنگام شب یا هنگامی که کسی درون قایق نیست یا زمان زیادی که در صف انتظار گذر از سد سلولی است استفاده می‌شود. در آبراهه، عمق آب با تغییر بسیار کمی، ثابت است. چون کشند در آن تأثیر ندارد و تنها در جاهایی که نزدیک سد سلولی است تغییر سطح اب وجود دارد.

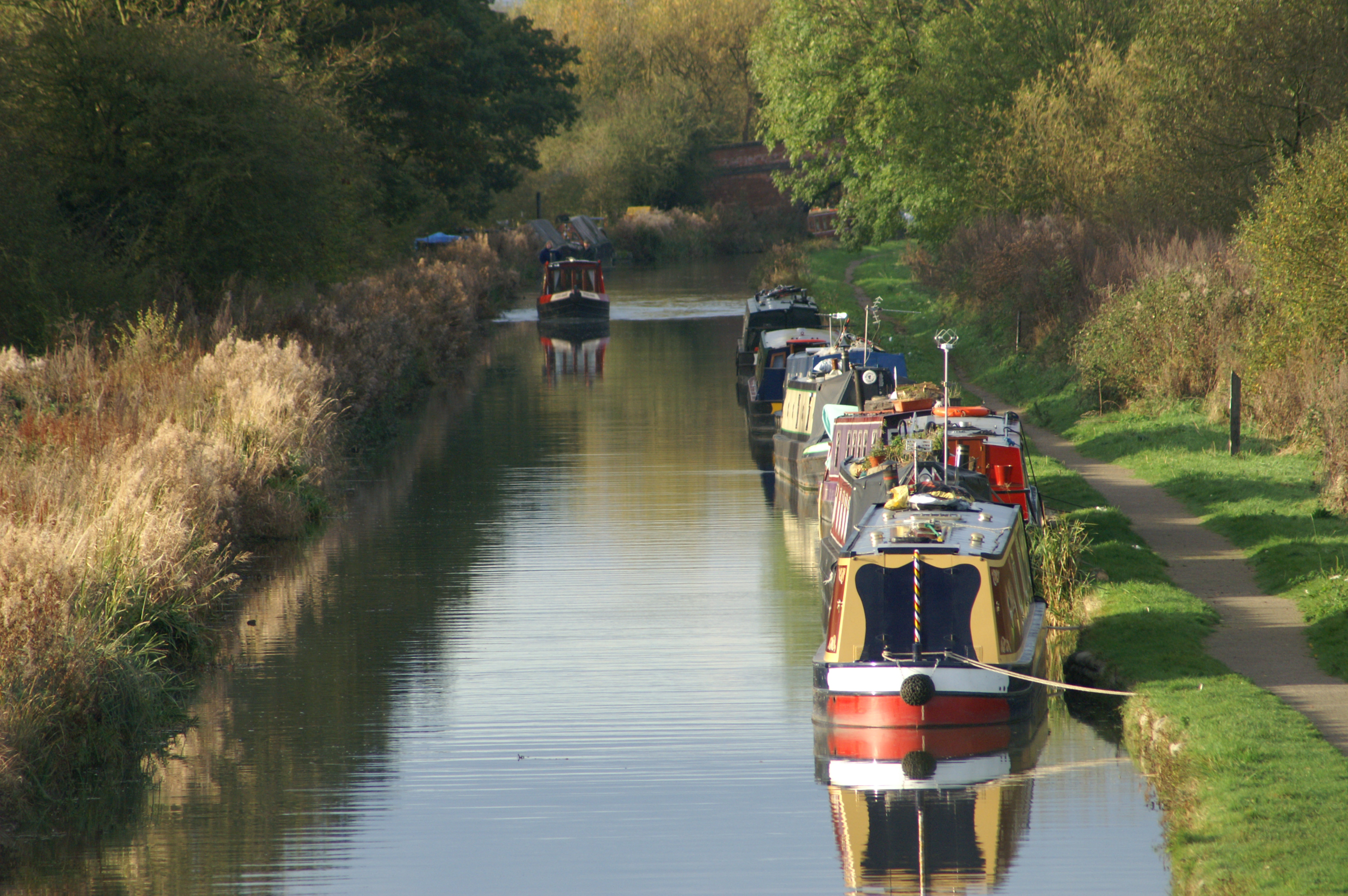
مهار اندازی در یک آبراهه در برانستون، نورث‌همپتون‌شر، انگلستان، بریتانیا

##### گونه‌های مهار اندازی در آبراهه

###### سوزن مهار اندازی
سوزن مهار اندازی (که شخص هدایت‌گر قایق آن را با خود دارد) به زمین بین کناره آبراهه و راه طناب‌کشی فرو برده شده و با یک طناب خط مهار اندازی به قایق وصل می‌شود.

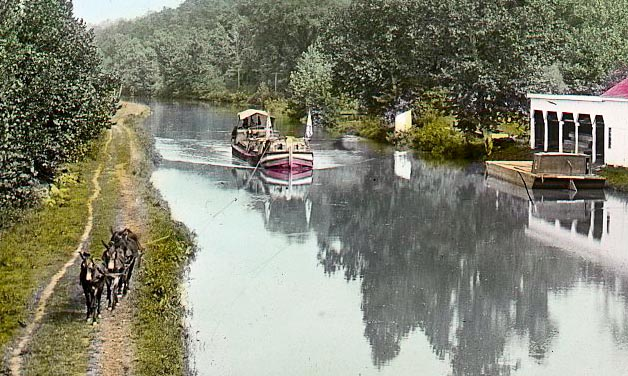
نمونه راه طناب‌کشی مناسب برای سوزن مهار اندازی

###### قلاب مهار اندازی
قلاب مهار اندازی (که شخص هدایت‌گر قایق آن را با خود دارد) (همیشگی) در ریل کنار آبراهه قرار داده می‌شود. به همراه آن طناب (که شخص هدایت‌گر قایق آن را با خود دارد) یا طناب و زنجیر استفاده می‌شود.

###### حلقه مهار اندازی
حلقه مهار اندازی (همیشگی) بین کناره آبراهه و راه طناب‌کشی محکم می‌شود. به همراه آن طناب (که شخص هدایت‌گر قایق آن را با خود دارد) یا زنجیر استفاده می‌شود.

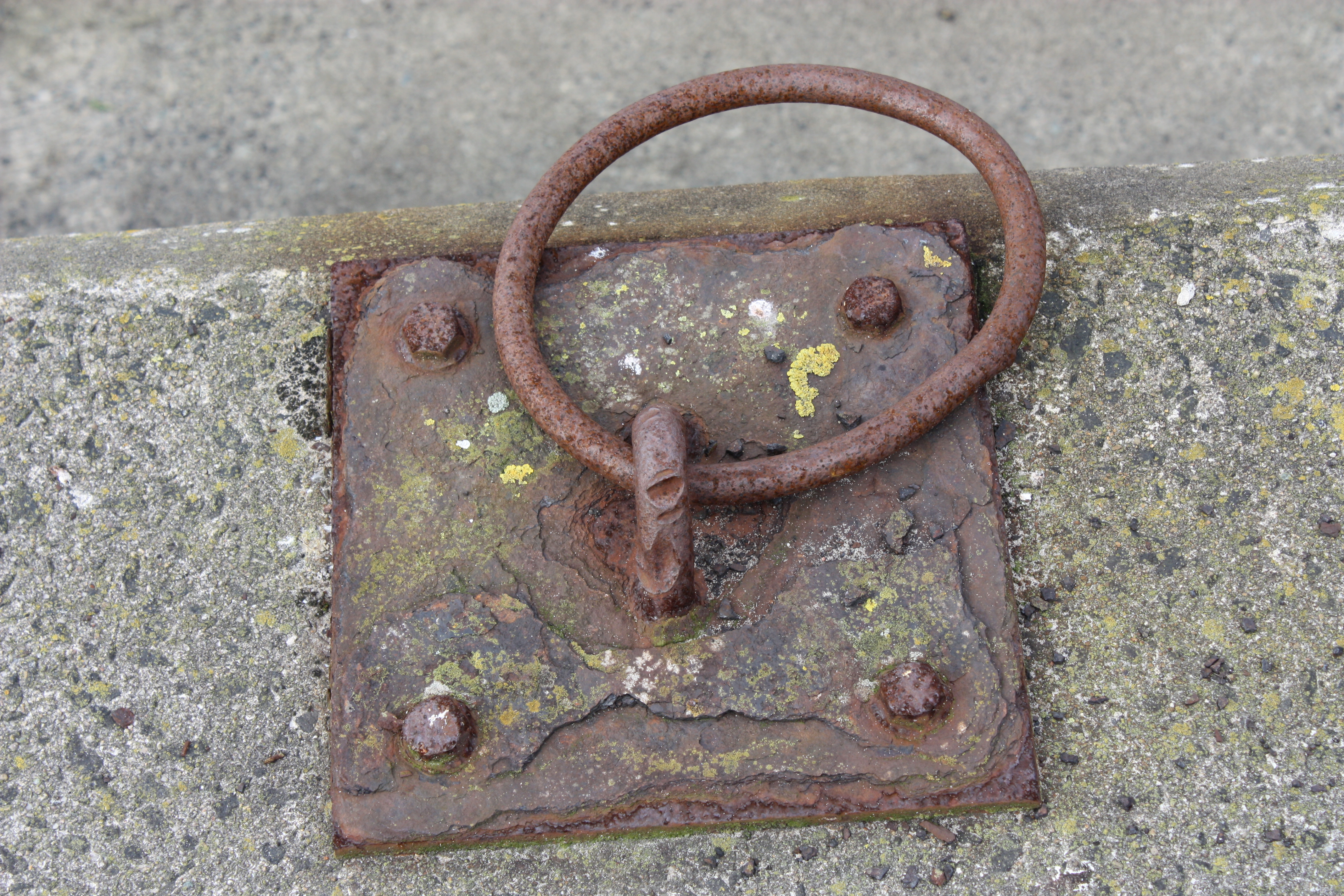
نمونه حلقه مهار اندازی

###### تیرک مهار اندازی
تیرک مهار اندازی (همیشگی) بین کناره آبراهه و سد سلولی برای مهار اندازی کوتاه مدت قایق‌های پیشرو و قفل کناری، برای کمک به بالا رفتن یا پایین آمدن سطح آب استفاده می‌شود.

## مواد خط مهار اندازی

### مواد معمول
- سیسال
- شاه‌دانه
- طناب فولادی
- پلی‌اتیلن
- پلی‌پروپیلن
- پلی‌استر
- نایلون
- زنجیر

### مواد با مقاومت بالا
- پلی‌اتیلن با وزن مولکولی بسیار بالا (شناور)
- آرامید (مقاوم در برابر گرما) (شامل کولار)